# Joe DeLoach
Joe DeLoach (eigentlich: Joseph Nathaniel DeLoach; * 5. Juni 1967 in Bay City, Texas) ist ein ehemaliger US-amerikanischer Sprinter und Olympiasieger im 200-Meter-Lauf.

## Werdegang
DeLoach wurde in eine vielköpfige Familie geboren. Er hat elf Schwestern und einen Bruder. Bereits im Kindesalter begann er mit dem Laufen, wollte aber dann American-Football-Spieler werden. Erst später konzentrierte er sich auf seiner Karriere als Sprinter. Wie sein schärfster Rivale Carl Lewis zuvor, trainierte auch DeLoach an der University of Houston.
In seiner sportlich aktiven Zeit bestritt DeLoach nur einen größeren internationalen Wettbewerb, die Olympischen Spiele 1988 in Seoul. Zu Beginn der olympischen Saison hatte DeLoach zunächst arge Schwierigkeiten, herausragende Zeiten zu laufen. Bei den US-amerikanischen Ausscheidungskämpfen für die Olympischen Spiele in Indianapolis, den so genannten Trials, war er jedoch auf den Punkt in Bestform und gewann über 200 Meter. Dieser Sieg brachte ihm die Qualifikation für die Olympischen Spiele. Dabei schlug er seinen Teamkameraden vom Santa Monica Track Club, den amtierenden Olympiasieger Carl Lewis. Über 100 Meter verfehlte DeLoach mit einem fünften Platz die Qualifikation für Seoul.
Im olympischen Finale war er zusammen mit Lewis, der seine vier Olympiasiege von 1984 wiederholen wollte, Topfavorit. Während des Laufs sah Lewis über drei Viertel der Strecke wie der sichere Sieger aus, aber DeLoach fing ihn noch ab und wurde schließlich mit dem olympischen Rekord von 19,75 s Olympiasieger. Dieser Lauf war der einzige olympische Einzelwettkampf, in dem Carl Lewis sich geschlagen geben musste.
Nach den Olympischen Spielen konnte DeLoach nicht mehr an seine Leistungen anknüpfen. Auf die Qualifikation für die Olympischen Spiele 1992 in Barcelona musste er wegen einer Verletzung verzichten. Danach zog er sich vom aktiven Sport zurück. DeLoach lebt mit seiner Frau und drei Kindern in seiner Heimatstadt Bay City.

## Dopingvorwürfe
2003 wurde bekannt, dass 1988 bei einem Dopingtest vor den Olympischen Spielen bei DeLoach verbotene Dopingsubstanzen festgestellt worden waren. Das Olympische Komitee der USA (USOC) annullierte die daraufhin fällige Sperre mit der Begründung, die Einnahme sei unabsichtlich erfolgt, und verschwieg den Fall (ebenso wie weitere positive Proben anderer Athleten, wie z. B. Carl Lewis) dem IOC, so dass DeLoach in Seoul antreten konnte. DeLoach selbst nahm im Gegensatz zu Carl Lewis zu den Dopingvorwürfen keine Stellung.

## Persönliche Bestzeiten
- 60 m (Halle): 6,60 s, 11. Februar 1989, Nishinomiya
- 100 m: 10,03 s, 4. Juni 1988, Eugene
- 200 m: 19,75 s, 28. September 1988, Seoul
  - Halle: 20,60 s, 26. Februar, Sindelfingen